# Hypoteksföreningens hus, Karlstad

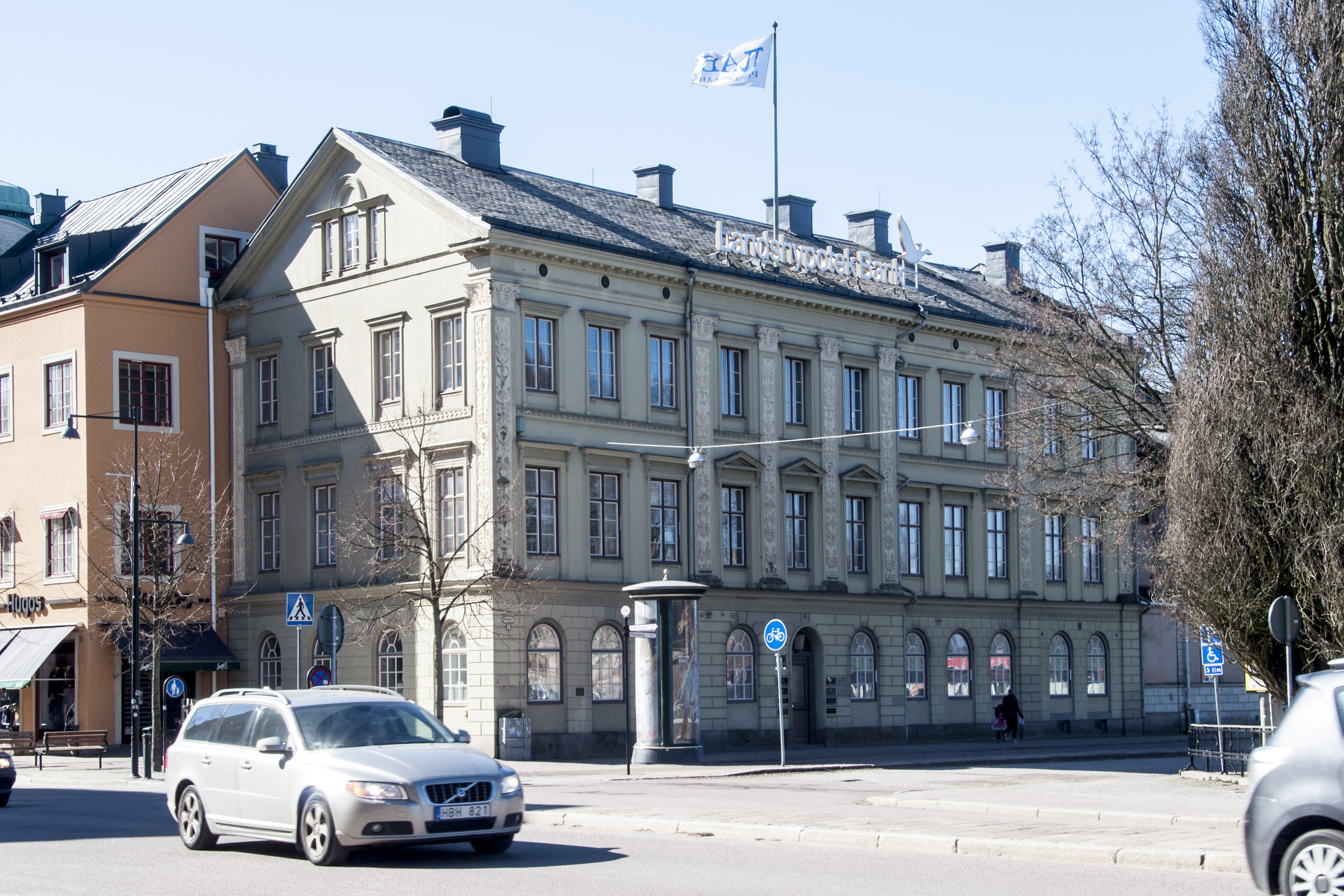
Hypoteksföreningens hus.

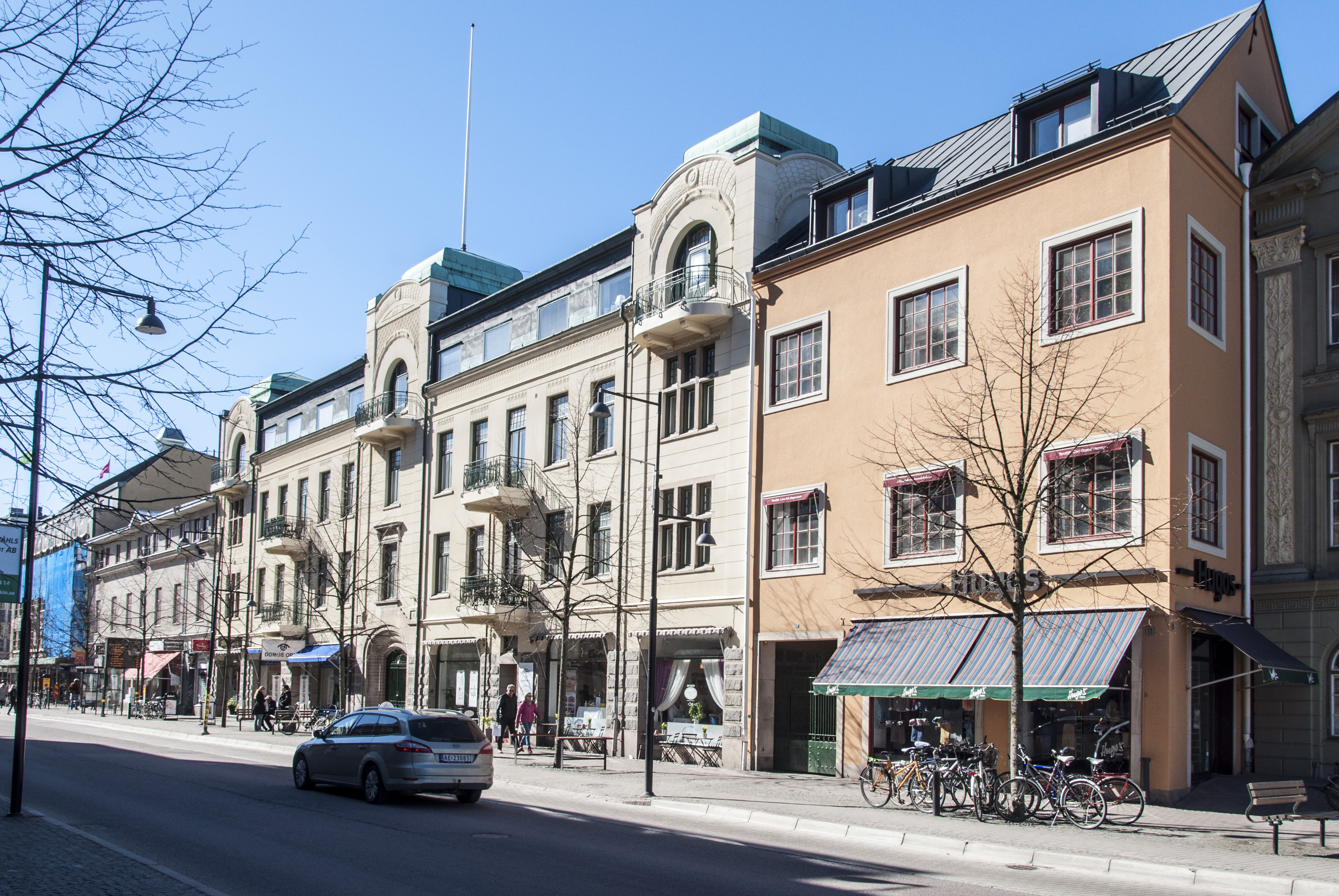
Tillbyggnaderna i kvarteret Björnen.

Wermlands hyposteksförenings hus i Karlstad är en bankbyggnad uppförd 1852-54. Byggnaden är sedan 1991 byggnadsminne.
Wermlands Hypoteksförening grundades 1850 på initiativ av bergmästaren Frans von Scéele och lundaprofessorn och sedermera biskopen i Karlstad Carl Adolph Agardh. Byggmästaren Jonas Jonsson från Linköping utformade ritningarna i senempir till stenhuset till tre våningar. Bankbyggnaden vid dåvarande Hamntorget och Älvgatan var en av få som klarade sig undan den stora stadsbranden 1865.
Banken hade till en början sina lokaler i bottenvåningen men expanderade med tiden. 1912 restes en fyravåningsbyggnad i kontonental jugentstil mot Järnvägsgatan enligt Carl Crispins ritningar. Den hade föregåtts av ett större projekt efter ritningar av Isak Gustaf Clason, vilket dock aldrig genomfördes. Delarna sammanbyggdes 1929-30 med en mindre tillbyggnad av Cyrillus Johansson och Erik Ekeberg.